# Jean-François Bettex
Jean-François Bettex (* 19. März 1816 in Combremont-le-Grand; † 13. März 1887 in Yverdon-les-Bains, heimatberechtigt in Combremont-le-Grand) war ein Schweizer Politiker.

## Biografie
Bettex besuchte den Schulunterricht in Lausanne und studierte dann in Deutschland. Er war dann als Lehrer in Bonvillars tätig und ab 1840 in Yverdon-les-Bains.
Von 1847 bis 1849 war er Ersatzrichter, im Jahre 1850 Richter und schliesslich von 1851 bis 1870 Gerichtsschreiber am Zivilgericht. In den Jahren 1852 bis 1862 war er auch am Kriminalgericht des Bezirks Yverdon tätig. Weiter war er von 1883 bis 1887 stellvertretender Friedensrichter des gleichen Bezirks.
Im Jahre 1847 wurde Bettex in den Grossen Rat des Kantons Waadt gewählt, ein Jahr später bei den ersten Parlamentswahlen in den Nationalrat. Aus beiden Ämtern schied er 1851 aus. Er gehörte dem radikalen Lager an.